# 이안 넬슨
이언 넬슨(Ian Nelson, 1982년 9월 5일 ~ )은 미국의 배우이다.
매디슨에서 태어났다.

## 영화
- 관종 (2017, Like Me)
- 프릭 쇼 (2017년)
- 더 보이 넥스트 도어 (2015년) - 케빈 역
- 더 저지 (2014년) - 에릭 팔머 역
- 베스트 오브 미 (2014년) - 제라드 역
- 메데아스 (2013년)
- 얼론 옛 낫 얼론 (2013년)
- 헝거게임 : 판엠의 불꽃 (2012년)